# Cluj (županija)
Cluj (IPA: [kluʒ]), (mađarski: Kolozs) županija nalazi se u sjeverzapadnoj Rumunjskoj u povjesnoj pokrajini Transilvaniji. Od 1968. godine središte je i, Regije Cluj.
Glavni grad županije je Cluj-Napoca.

## Demografija
Po popisu stanovništva iz 2002. godine na prostoru županije Cluj živi 702.755 stanovnika, dok je prosječna gustoća naseljenosti 105 stan/km².
- Rumunji - 80%[2]
- Mađari - 17,5%
- Romi - 2,5%

| Godina | Ukupno stanovnika |
| ------ | ----------------- |
| 1948.  | 520.073           |
| 1956.  | 580.344           |
| 1966.  | 629.746           |
| 1977.  | 715.507           |
| 1992.  | 736.301           |
| 2002.  | 702.755           |

## Zemljopis
Cluj županija ima ukupno površinu od 6.674 km ². Oko 1/3 površine županije su planine najveće su Apauseni planine, s visinama do 1800 metara koje se nalaze u jugozapadnom dijelu županije. Na sjeveru je transilvanijski plato, s brdima te širokim i dubokim dolinama.

#### Susjedne županije
- Bihor na zapadu.
- Mureş i Bistriţa-Năsăud na istoku.
- Sălaj i Maramureş na sjeveru.
- Alba na jugu.

## Gospodarstvo
Cluj županija je jedna od ekonomski najrazvijenijih županija u Rumunjskoj te je jedna od regija s najviše stranih ulaganja. Grad Cluj-Napoca jedan je od najvažnijih Rumunjskih finacijskih centara.
Glavne gospodarske grane su :
- drvna industrija,
- proizvodnja stakla,
- farmaceutika industrija
- poljoprivreda
- tekstilna industrija

Rudarstvo i vađenje prirodnog plina također su razvijeni u županiji.

## Administrativna podjela
Županija Cluj podjeljena je na pet municipija, jedan grad i 75 općina .

### Municipiji
- Cluj-Napoca
- Turda
- Dej
- Câmpia Turzii
- Gherla

### Gradovi
- Huedin

### Općine
| - Aghireşu - Aiton - Aluniş - Apahida - Aşchileu - Baciu - Băişoara - Beliş - Bobâlna - Bonţida - Borşa - Buza - Căianu - Călăraşi - Călăţele - Cămăraşu - Căpuşu Mare - Căşeiu - Cătina | - Câţcău - Ceanu Mare - Chinteni - Chiuieşti - Ciucea - Ciurila - Cojocna - Corneşti - Cuzdrioara - Dăbâca - Feleacu - Fizeşu Gherlii - Floreşti - Frata - Gârbău - Geaca - Gilău - Iara - Iclod | - Izvoru Crişului - Jichişu de Jos - Jucu - Luna - Măguri-Răcătău - Mănăstireni - Mărgău - Mărişel - Mica - Mihai Viteazu - Mintiu Gherlii - Mociu - Moldoveneşti - Negreni - Pălatca - Panticeu - Petreştii de Jos - Ploscoş - Poieni | - Râşca - Recea-Cristur - Săcuieu - Sănduleşti - Săvădisla - Sâncraiu - Sânmartin - Sânpaul - Sic - Suatu - Tritenii de Jos - Tureni - Ţaga - Unguraş - Vad - Valea Ierii - Viişoara - Vultureni |

## Vanjske poveznice
- Turistička zajednica Cluj županije
- Web stranica županije  Arhivirana inačica izvorne stranice od 25. veljače 2009. (Wayback Machine)
- Medicinski Fakultet  "Iuliu Hatieganu"